# Gavrelle
Gavrelle is een gemeente in het Franse departement Pas-de-Calais (regio Hauts-de-France) en telt 475 inwoners (1999). De plaats maakt deel uit van het arrondissement Arras.

## Geografie
De oppervlakte van Gavrelle bedraagt 9,0 km², de bevolkingsdichtheid is 52,8 inwoners per km².
De onderstaande kaart toont de ligging van Gavrelle met de belangrijkste infrastructuur en aangrenzende gemeenten.

## Demografie
Onderstaande figuur toont het verloop van het inwonertal (bron: INSEE-tellingen).